# Aissata Toure
Aissata Toure (* 18. September 1990 in Conakry) ist eine guineische Sprinterin. Sie war 2012 Teilnehmerin der Olympischen Spiele.

## Leben
Aissata Toure nahm an den Olympischen Sommerspielen 2012 in London teil. Bei dem 100-Meter-Wettbewerb lief sie die Kurzstrecke im Lauf 1 der Vorausscheidung in einer Zeit von 13,25 Sekunden und konnte sich damit nicht weiter in die Runde 1 qualifizieren. Nach den Olympischen Sommerspielen beendete sie ihre sportliche Karriere.